# Pinhas Zaltsman
 (août 2025).
Pinchas Saltzman (hébreu : הרב פנחס זלצמן ; roumain : [Pinhas Zalțman]) est un rabbin orthodoxe moldave, dayan (juge rabbinique) et responsable de la communauté juive orthodoxe de Chișinău (Kichinev), la capitale de la Moldavie. Il dirige la synagogue et la yeshiva « Agoudat Israel » de la ville.

## Biographie et origines
Les détails de naissance du rabbin Saltzman sont peu documentés. 
Concernant ses origines, il est issu d’une lignée rabbinique : le grand-père de sa mère était rabbin à Kichinev avant de faire son alyah en 1920. Du côté paternel, sa famille est d’origine judéo-allemande.
Depuis 2007, il est à la tête de la synagogue fondée en 1886 sous l’égide d’Agoudat Israel à Kichinev.

## Activités religieuses et communautaires
Le rabbin Saltzman anime la principale synagogue orthodoxe de Chișinău, où sont organisés les offices quotidiens, des cours de Torah, ainsi que des actions sociales et éducatives à destination de la communauté juive locale.
Il s’investit également dans la préservation de la mémoire du pogrom de Kichinev (1903), à travers des cérémonies commémoratives et des programmes éducatifs contre l’antisémitisme.

## Engagement humanitaire pendant la guerre en Ukraine
Lors de l’invasion de l’Ukraine par la Russie en 2022, le rabbin Saltzman s’est fortement impliqué dans l’aide aux réfugiés juifs arrivant de Odessa, Mykolaïv ou Kiev, en coopération avec des organisations telles que United Hatzalah et Chabad.
Il a organisé des convois humanitaires depuis la frontière de Palanca, fourni hébergement, soins médicaux, nourriture et soutien logistique aux familles déplacées. Il a autorisé des violations de chabbat pour des raisons de piqoua'h nefesh (sauvetage de vie), notamment l’usage de téléphones, de véhicules ou de cuisines de secours.

## Relations diplomatiques et interconfessionnelles
En avril 2023, le rabbin Saltzman a été reçu par Igor Grosu, président du Parlement moldave, pour son engagement en faveur des réfugiés ukrainiens et son action humanitaire.
En 2024, il adresse une lettre de félicitations au ministre israélien Gideon Sa’ar à l’annonce de l’ouverture d’une ambassade d’Israël à Chișinău. Il entretient des liens étroits avec le Congrès juif européen et la Conférence des rabbins européens, notamment avec le rabbin Pinchas Goldschmidt.

## Soutien aux pèlerins vers Ouman
La Moldavie est un point de transit important pour les fidèles du rabbin Na'hman de Breslev se rendant à Ouman lors de Roch Hachana. Le rabbin Saltzman facilite ce passage en assurant hébergement, logistique et assistance aux pèlerins dans le respect des normes religieuses et sécuritaires.